# ورزشگاه آوانهارد (ریون)
ورزشگاه آوانهارد (به لاتین: Avanhard Stadium) یک ورزشگاه در اوکراین است که در ریونه واقع شده‌است.